# Weberbauera
Weberbauera é um género botânico pertencente à família Brassicaceae.